# Ali Šukrija
Ali Šukrija, alb. Ali Shukriu (cyr. Али Шукрија; ur. 12 września 1919 w Kosovskiej Mitrovicy, zm. 6 stycznia 2005) – polityk jugosłowiański z Kosowa, Albańczyk z pochodzenia.
Studiował medycynę i nauki polityczne na Uniwersytecie Belgradzkim. W 1937 związał się z ruchem komunistycznym. Pełnił wiele ważnych stanowisk w kierownictwie Socjalistycznej Federacyjnej Republiki Jugosławii i okręgu autonomicznego Kosowo. W latach 1963–1967 był przewodniczącym Rady Wykonawczej (rządu) Kosowa, a 1981–1982 przewodniczącym Prezydencji okręgu autonomicznego. Od czerwca 1984 sprawował przez rok rotacyjne przewodnictwo Prezydium Komitetu Centralnego Związku Komunistów Jugosławii.